# Alberto Fontana
Alberto Fontana (Cesena, 23 gennaio 1967) è un ex calciatore italiano, di ruolo portiere.
È quarto nella classifica dei giocatori più anziani a essere scesi in campo in Serie A, avendo disputato l'ultima partita all'età di 41 anni e 297 giorni; davanti a lui ci sono Gianluigi Buffon, Francesco Antonioli e Marco Ballotta.

## Biografia
È soprannominato sia Jimmy per via dello stesso cognome del cantante (soprannome condiviso con l'omonimo ex portiere), sia Nonno volante.
Figlio di Franco, un bagnino di Cervia scomparso il 28 agosto 2008, a quarant'anni ha avuto un figlio di nome Niccolò dalla sua compagna Daria.

## Caratteristiche tecniche
Portiere affidabile e longevo, si è espresso su buoni livelli anche dopo aver compiuto quarant'anni.

## Carriera

### Club
Dopo aver effettuato tutta la trafila delle squadre giovanili nel Cesena, nel 1985 viene prestato alla Vis Pesaro in Serie C2. Da lì nel 1988 passa alla SPAL, prima di tornare al Cesena, con la cui maglia esordisce in Serie A il 9 settembre 1990. In seguito la squadra retrocede e lui ne difende i pali per due anni in Serie B, quindi si trasferisce al Bari per quattro anni, contribuendo a due promozioni della squadra in Serie A.
Seguono tre stagioni nell'Atalanta, con una promozione in Serie A nel 2000.
Nel gennaio 2001 viene acquistato dal Napoli, con cui disputa 14 partite. Da ricordare un rigore parato a Zinédine Zidane (Juventus Napoli 3-0). A settembre lascia la squadra partenopea, che non navigava in buone acque, dopo aver rifiutato un contratto triennale, passando all'Inter, dove ha giocato soprattutto in sostituzione del primo portiere Francesco Toldo. In quattro stagioni scende in campo 10 volte in campionato (9 gol subiti e nessuna sconfitta), a cui vanno sommate 2 presenze in Champions League, 4 in Coppa UEFA e 8 in Coppa Italia. Il momento più alto della sua carriera è proprio una partita giocata per l'Inter, quando, partendo titolare per scelta tecnica, mantiene inviolata la propria porta in un derby contro il Milan, finito 0-0.
Nell'estate 2005 viene acquistato dal Chievo Verona per sostituire Luca Marchegiani, che nel frattempo si è ritirato, giocando da titolare. A fine stagione, dopo aver subito 36 gol, ottiene con la squadra la qualificazione alla Coppa UEFA (7º posto) poi tramutata in qualificazione alla Champions League dopo le vicende di Calciopoli che hanno stravolto la classifica finale.

### Palermo

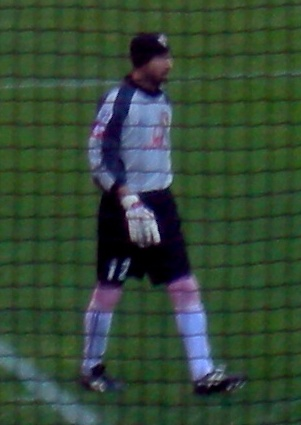
Fontana nella partita - del 2008.

A Verona rimane per una sola stagione, perché nell'estate 2006 passa al Palermo. Nella sua prima stagione in rosanero parte come secondo di Federico Agliardi, ma poi, complice un infortunio del portiere bresciano, diventa titolare e vi resta tale per tutta la stagione anche quando Agliardi torna a disposizione. Para il rigore a Kaká in Palermo-Milan (0-0). Viene stimato dalla tifoseria.
Nella stagione 2007-2008 è ancora il titolare del Palermo.
La stagione seguente è invece considerato il secondo portiere alle spalle di Marco Amelia, cosa da lui non gradita: anche per questo motivo non viene convocato per la partita del 30 novembre contro il Milan (vinta per 3-1). Seguiranno altre esclusioni, che lo mettono di fatto fuori rosa. L'11 dicembre il portiere, evidentemente preoccupato, ha messo in preallarme l'Associazione Italiana Calciatori per tutelare i propri interessi.
L'inevitabile addìo si consuma a parole il 29 dicembre per bocca del presidente Zamparini, lasciando di fatto il giocatore libero di accordarsi con altre società. Ma quando ormai la cessione sembrava scontata, il trasferimento del giocatore è saltato. Per i legali non si tratta comunque di una messa fuori rosa in quanto avrebbero già accusato la società di mobbing. Anche il direttore sportivo Walter Sabatini ha detto che la società ha saputo ben gestire il caso, ma a marzo il presidente torna a dichiarare che il giocatore è ancora fuori rosa, salvo smentire il tutto poche ore dopo.
La stagione si chiude senza che lui sia più sceso in campo. L'ultima partita da lui giocata è stata dunque quella del 15 novembre 2008 contro la sua ex squadra, l'Inter (0-2), giocata all'età di 41 anni e 297 giorni. In carriera ha totalizzato complessivamente 240 presenze in Serie A e 216 in Serie B.

## Statistiche

### Presenze e reti nei club
| Stagione        | Squadra         | Campionato      | Campionato | Campionato | Coppe nazionali | Coppe nazionali | Coppe nazionali | Coppe continentali | Coppe continentali | Coppe continentali | Altre coppe | Altre coppe | Altre coppe | Totale | Totale |
| Stagione        | Squadra         | Comp            | Pres       | Reti       | Comp            | Pres            | Reti            | Comp               | Pres               | Reti               | Comp        | Pres        | Reti        | Pres   | Reti   |
| --------------- | --------------- | --------------- | ---------- | ---------- | --------------- | --------------- | --------------- | ------------------ | ------------------ | ------------------ | ----------- | ----------- | ----------- | ------ | ------ |
| 1986-1987       | Vis Pesaro      | C2              | 2          | -1         | CI-C            | 0               | 0               | -                  | -                  | -                  | -           | -           | -           | 2      | -1     |
| 1987-1988       | Cesena          | A               | 0          | 0          | CI              | 0               | 0               | -                  | -                  | -                  | -           | -           | -           | 0      | 0      |
| 1988-1989       | SPAL            | C1              | 29         | -31        | CI-C            | ?               | ?               | -                  | -                  | -                  | -           | -           | -           | 29+    | -31+   |
| 1989-1990       | Cesena          | A               | 0          | 0          | CI              | 0               | 0               | -                  | -                  | -                  | -           | -           | -           | 0      | 0      |
| 1990-1991       | Cesena          | A               | 29         | -47        | CI              | 0               | 0               | -                  | -                  | -                  | -           | -           | -           | 29     | -47    |
| 1991-1992       | Cesena          | B               | 38         | -33        | CI              | 4               | -2              | -                  | -                  | -                  | -           | -           | -           | 42     | -35    |
| 1992-1993       | Cesena          | B               | 36         | -34        | CI              | 4               | -4              | -                  | -                  | -                  | -           | -           | -           | 40     | -38    |
| Totale Cesena   | Totale Cesena   | Totale Cesena   | 103        | -114       |                 | 8               | -6              |                    | -                  | -                  |             | -           | -           | 111    | -120   |
| 1993-1994       | Bari            | B               | 32         | -21        | CI              | 1               | -1              | -                  | -                  | -                  | -           | -           | -           | 33     | -22    |
| 1994-1995       | Bari            | A               | 33         | -43        | CI              | 2               | -2              | -                  | -                  | -                  | -           | -           | -           | 35     | -45    |
| 1995-1996       | Bari            | A               | 32         | -63        | CI              | 0               | 0               | -                  | -                  | -                  | -           | -           | -           | 32     | -63    |
| 1996-1997       | Bari            | B               | 36         | -32        | CI              | 3               | -5              | -                  | -                  | -                  | -           | -           | -           | 39     | -37    |
| Totale Bari     | Totale Bari     | Totale Bari     | 133        | -159       |                 | 6               | -8              |                    | -                  | -                  |             | -           | -           | 139    | -167   |
| 1997-1998       | Atalanta        | A               | 26         | -34        | CI              | 0               | 0               | -                  | -                  | -                  | -           | -           | -           | 26     | -34    |
| 1998-1999       | Atalanta        | B               | 35         | -24        | CI              | 7               | -6              | -                  | -                  | -                  | -           | -           | -           | 42     | -30    |
| 1999-2000       | Atalanta        | B               | 37         | -33        | CI              | 2               | -5              | -                  | -                  | -                  | -           | -           | -           | 39     | -38    |
| 2000-gen. 2001  | Atalanta        | A               | 1          | -2         | CI              | 0               | 0               | -                  | -                  | -                  | -           | -           | -           | 1      | -2     |
| Totale Atalanta | Totale Atalanta | Totale Atalanta | 99         | -93        |                 | 9               | -11             |                    | -                  | -                  |             | -           | -           | 108    | -104   |
| gen.-giu. 2001  | Napoli          | A               | 14         | -17        | CI              | -               | -               | -                  | -                  | -                  | -           | -           | -           | 14     | -17    |
| 2001-2002       | Inter           | A               | 1          | 0          | CI              | 1               | -2              | CU                 | 3                  | -3                 | -           | -           | -           | 5      | -5     |
| 2002-2003       | Inter           | A               | 2          | -1         | CI              | 1               | -1              | UCL                | 0                  | 0                  | -           | -           | -           | 3      | -2     |
| 2003-2004       | Inter           | A               | 2          | -2         | CI              | 4               | -4              | UCL+CU             | 0+1                | 0+-1               | -           | -           | -           | 7      | -7     |
| 2004-2005       | Inter           | A               | 5          | -6         | CI              | 2               | -2              | UCL                | 2                  | -1                 | -           | -           | -           | 9      | -9     |
| Totale Inter    | Totale Inter    | Totale Inter    | 10         | -9         |                 | 8               | -9              |                    | 6                  | -5                 |             | -           | -           | 24     | -23    |
| 2005-2006       | ChievoVerona    | A               | 29         | -36        | CI              | 3               | -1              | -                  | -                  | -                  | -           | -           | -           | 32     | -37    |
| 2006-2007       | Palermo         | A               | 31         | -38        | CI              | 0               | 0               | CU                 | 4                  | -2                 | -           | -           | -           | 35     | -40    |
| 2007-2008       | Palermo         | A               | 30         | -41        | CI              | 0               | 0               | CU                 | 0                  | 0                  | -           | -           | -           | 30     | -41    |
| 2008-2009       | Palermo         | A               | 5          | -5         | CI              | 0               | 0               | -                  | -                  | -                  | -           | -           | -           | 5      | -5     |
| Totale Palermo  | Totale Palermo  | Totale Palermo  | 66         | -84        |                 | 0               | 0               |                    | 4                  | -2                 |             | -           | -           | 70     | -86    |
| Totale carriera | Totale carriera | Totale carriera | 485        | -544       |                 | 34+             | -35+            |                    | 10                 | -7                 |             | -           | -           | 529+   | -590+  |

## Palmarès

### Club

#### Competizioni giovanili
- Campionato Primavera: 1

Cesena: 1985-1986

#### Competizioni nazionali
- Serie C2: 1

Vis Pesaro: 1986-1987
- Coppa Italia: 1

Inter: 2004-2005